# Běh na 4 × 100 metrů

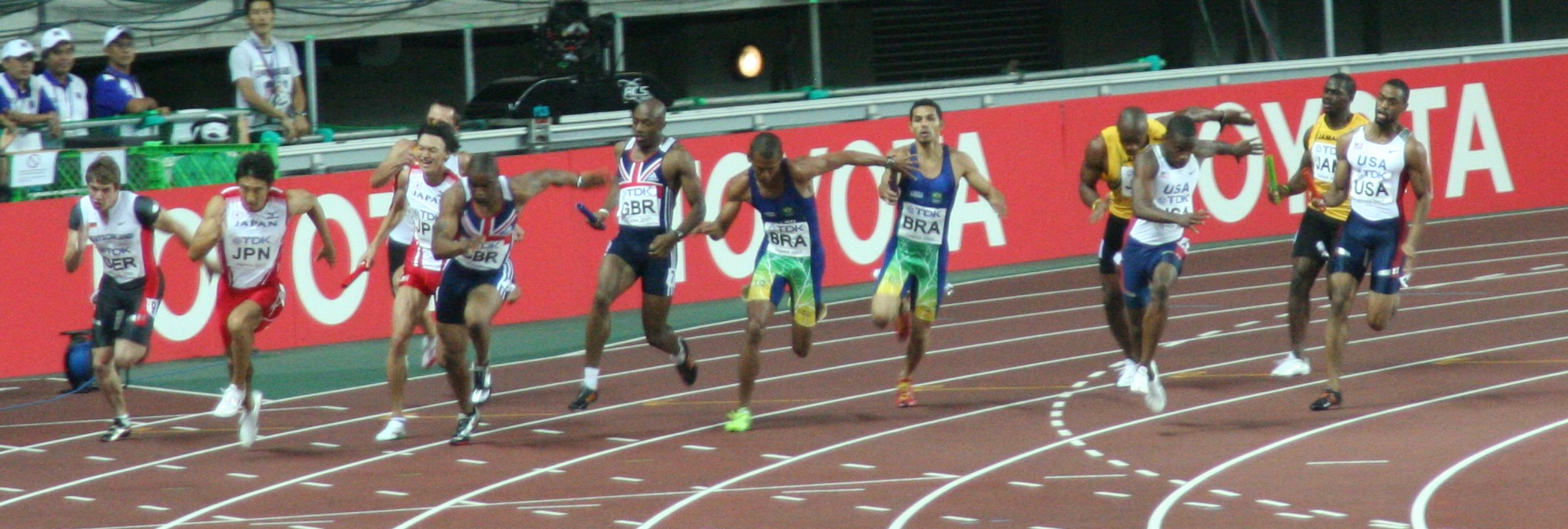
Štafeta 4 × 100 m na MS v atletice 2007

Štafetový běh na 4 × 100 metrů je nejrychlejším štafetovým během v atletice. Účastní se ho kvarteto sprinterů, kteří při něm oběhnou se štafetovým kolíkem celý jeden atletický ovál (400 metrů). Pouze první člen štafety běží s pevným startem, ostatní již přebírají kolík v pohybu a svoji stovku tak běží „letmo“. Průměrná rychlost běhu je tedy mnohem vyšší než u jednotlivého sprintu s pevným startem nebo u samostatného běhu na 400 metrů. Předávací území štafety je dlouhé rovných 20 metrů.

## Rekordní běhy
Nejrychlejší letmý úsek v historii oficiálně zvládl Jamajčan Usain Bolt (za 8,65 s) v roce 2015 v Nassau. V současnosti je světovým rekordem čas 36,84 s., zaběhnutý Jamajčany dne 11. srpna 2012 v Londýně (průměrná rychlost 39,09 km/h). Jedná se zatím o jediný čas pod 37 sekund, kterého se podařilo atletům dosáhnout.
Nejrychlejší letmý úsek mezi ženami (9,77 s) zaběhla americká sprinterka Evelyn Ashfordová v roce 1984. Ženský světový rekord 40,82 s znamená průměrnou rychlost 35,27 km/h. Jde dosud o jediný zaběhnutý čas pod 41 sekund v historii ženské atletiky.

## Současné světové rekordy – dráha
| Muži              |           |                                                                 |                    |        |               |
| Rekord            | Čas (min) | Atlet                                                           | Stát               | Město  | Datum rekordu |
| Světový rekord    | 36,84     | Nesta Carter Michael Frater Yohan Blake Usain Bolt              | Jamajka            | Londýn | 11. 8. 2012   |
| Olympijský rekord | 36,84     | Nesta Carter Michael Frater Yohan Blake Usain Bolt              | Jamajka            | Londýn | 11. 8. 2012   |
| Evropský rekord   | 37,47     | Chijindu Ujah Adam Gemili Daniel Talbot Nethanel Mitchell-Blake | Spojené království | Londýn | 29. 8. 2017   |
| Rekord MS         | 37,04     | Nesta Carter Michael Frater Yohan Blake Usain Bolt              | Jamajka            | Tegu   | 4. 9. 2011    |
| Český rekord      | 38,58     | Zdeněk Stromšík Tomáš Němejc Eduard Kubelík Ondřej Macík        | Česko              | Madrid | 28. 6. 2025   |

| Ženy              |           | |                  |          |               |
| Rekord            | Čas (min) | Atletka | Stát             | Město    | Datum rekordu |
| Světový rekord    | 40,82     | Tianna Madisonová Allyson Felixová Bianca Knightová Carmelita Jeterová                                      | USA              | Londýn   | 10. 8. 2012   |
| Olympijský rekord | 40,82     | Tianna Madisonová Allyson Felixová Bianca Knightová Carmelita Jeterová                                      | USA              | Londýn   | 10. 8. 2012   |
| Evropský rekord   | 41,37     | Silke Gladischová Sabine Riegerová Ingrid Auerswaldová Marlies Göhrová                                      | Východní Německo | Canberra | 6. 10. 1985   |
| Rekord MS         | 41,07     | Veronica Campbellová-Brownová Natasha Morrisonová Elaine Thompsonová-Herahová Shelly-Ann Fraserová-Pryceová | Jamajka          | Peking   | 29. 8. 2015   |
| Český rekord      | 42,98     | Štěpánka Sokolová Radislava Šoborová Taťána Kocembová Jarmila Kratochvílová                                 | Československo   | Curych   | 18. 8. 1982   |